# الیمپشتی
الیمپشتی (به لاتین: Alimpești) یک منطقهٔ مسکونی در رومانی است که در شهرستان گورژ واقع شده‌است.

## خصوصیات
الیمپشتی ۲٬۲۰۹ نفر جمعیت دارد.